# Panther Fahrradwerke

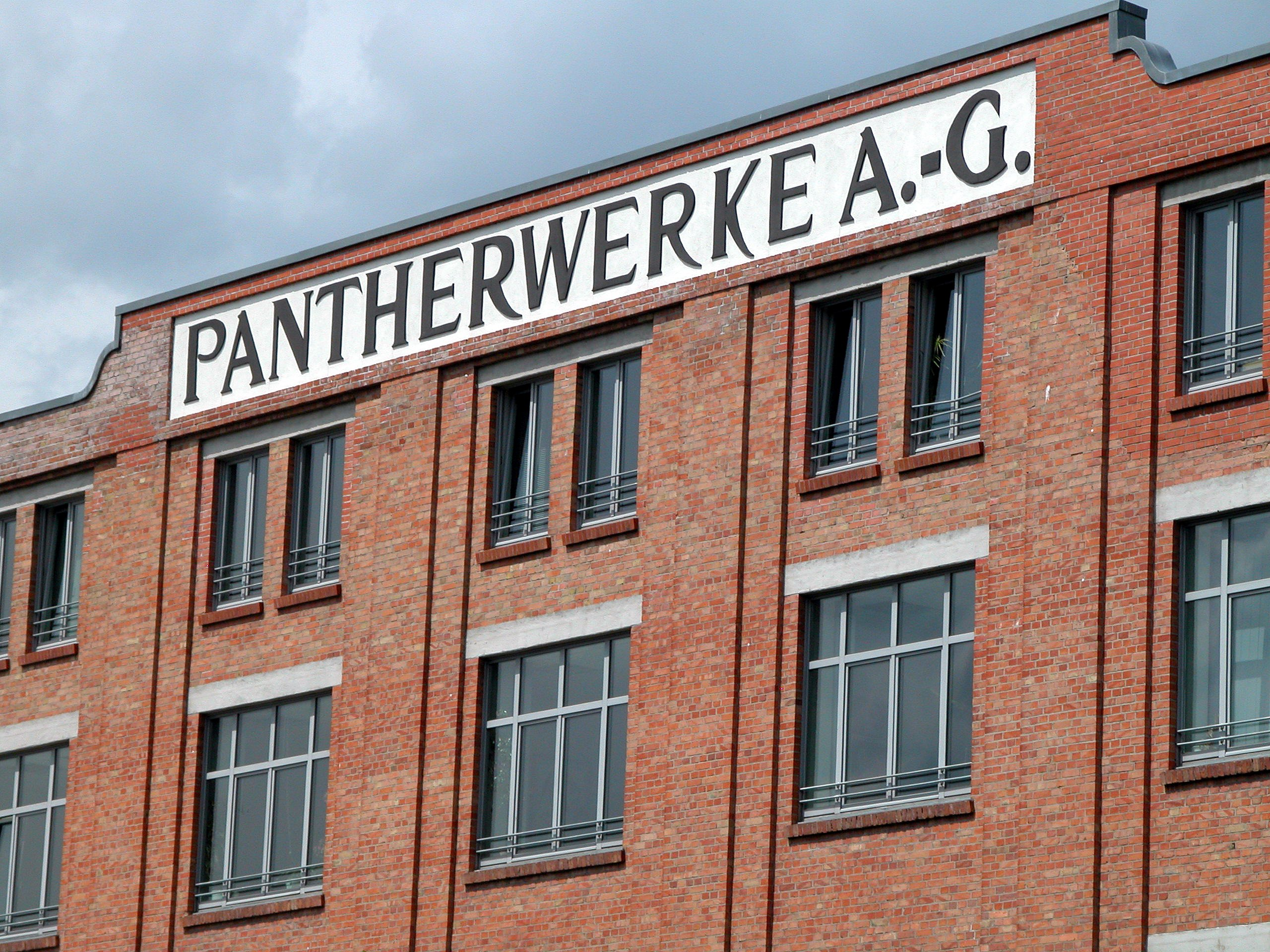
Pantherwerke-Schriftzug in Braunschweig

Die Panther Fahrradwerke AG war ein Unternehmen aus Braunschweig, das von 1896 bis 1963 existierte und neben Fahrrädern auch Kinderwagen, Motorräder u. Ä. produzierte.
Ab 1962 wurde die Firma mit dem Namen Pantherwerke AG von Richard Schminke und ab 1979 von seinem Sohn Michael Schminke in der ostwestfälischen Stadt Löhne weitergeführt. Heute existiert die international agierende Gruppe Panther International GmbH.

## Unternehmensgeschichte

### Gründung und Wachstum

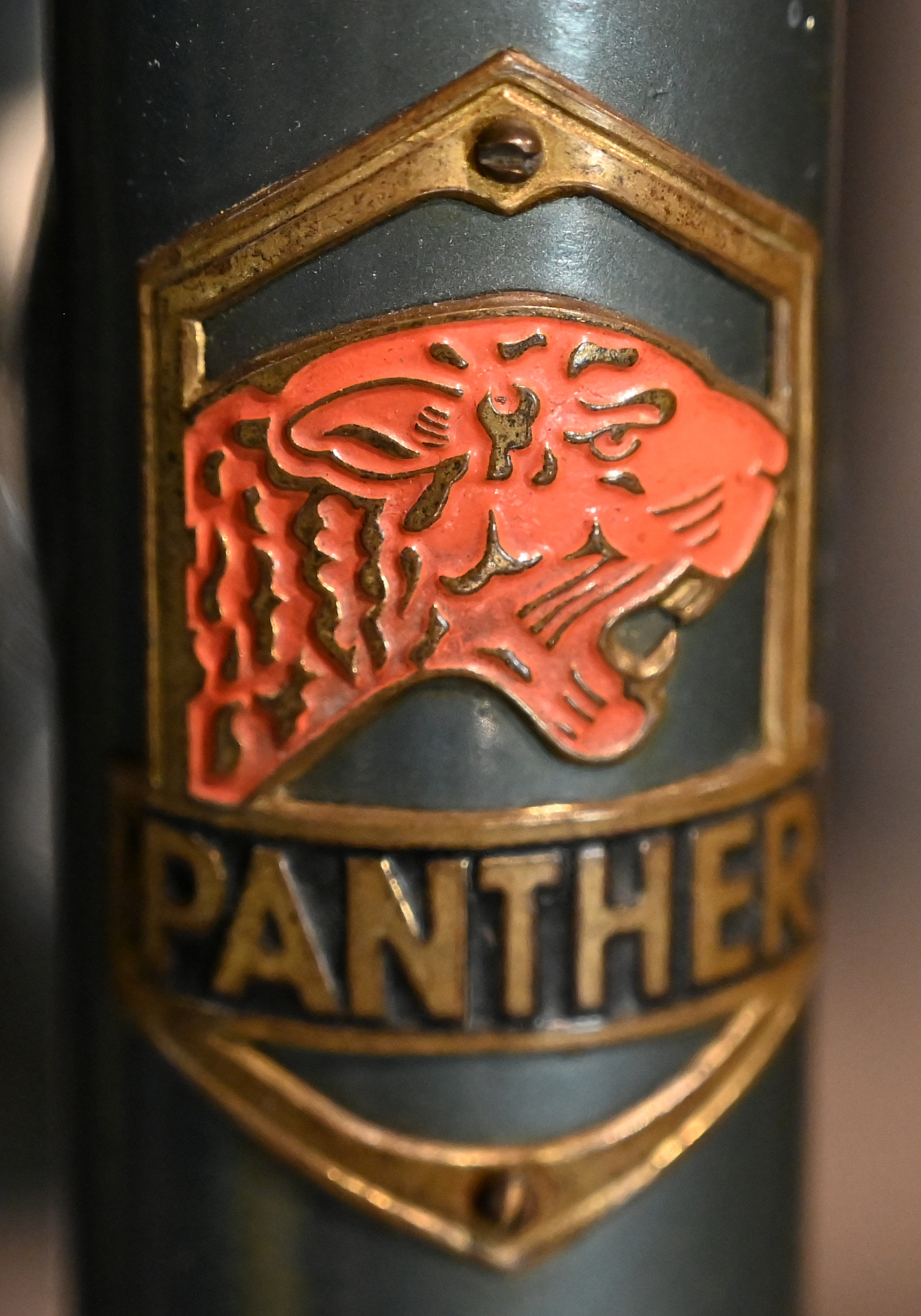
Firmenplakette an einem Fahrrad

1896 wurde in Magdeburg das „Pantherwerk“ gegründet. Etwa zur gleichen Zeit startete das Bankhaus Peters in Braunschweig mit der „Braunschweiger Fahrradwerke AG“ in der Ludwigstraße und produzierte dort „Brunsviga“-Fahrräder, um der seit einigen Jahren steigenden Nachfrage nachzukommen. Das Braunschweiger Unternehmen florierte und expandierte schnell, sodass bereits im Jahre 1907 das Magdeburger Werk aufgekauft werden konnte, wobei der Name „Panther“ übernommen wurde. Das neue Unternehmen mit Sitz in Braunschweig hieß fortan „Panther Fahrradwerke“, die Produktion in Magdeburg lief aus. 1910 folgte eine weitere Übernahme, nämlich die der Fahrradabteilung der Firma Hoppe & Homann in Minden.
Zu dieser Zeit befanden sich die Panther-Werke gut im Geschäft. Die Fahrräder waren als Qualitätsprodukte bekannt. Das Markenzeichen war ein springender Panther. Radsportler wie Willy Arend (1876–1964), Thaddäus Robl (1877–1910) und Anton Huber (1878–1961) wurden Weltmeister auf Panther-Rädern. Ab 1925 wurden auch Kinderwagen hergestellt, in den 1930ern folgten Mopeds. Es wurde auch mit Nähmaschinen gehandelt, die zugekauft wurden.
Während des Zweiten Weltkrieges haben die Pantherwerke in Braunschweig als Rüstungsbetrieb unter anderem Tretminen T.Mi 35 (bis 1941), Cockpitdächer für Junkers Ju 352 (seit 1943) hergestellt.

### Nachkriegszeit bis 1963
Nachdem das Werk den Zweiten Weltkrieg wenig beschädigt überstanden hatte, wurde die Produktion wieder hochgefahren. Panther-Räder waren wegen ihrer Langlebigkeit vor allem in Afrika, Indonesien und den USA gefragt. 1950 kam noch die Produktion von Motorrädern hinzu, das Werk (mittlerweile im Mittelweg angesiedelt) beschäftigte zu dieser Zeit ca. 300 Mitarbeiter, die Jahresproduktion an Rädern lag bei ca. 20.000 Stück, wobei ein großer Anteil nach Übersee exportiert wurde. 1957 folgte mit „Pfiff“ das erste zerlegbare Fahrrad, sozusagen der Vorläufer des Klapprades der 1970er.
Als in den Zeiten des Wiederaufbaus und des Wirtschaftswunders der Trend jedoch mehr und mehr weg vom Fahrrad und hin zum Auto ging, setzte ab 1956 sehr schnell der wirtschaftliche Niedergang ein. Die Einführung der Führerscheinpflicht verlangsamte alsbald auch den Absatz von Motorrädern.
Die Firmenleitung hatte den Anschluss an die neue Zeit verpasst und so verkaufte Großaktionär Anton Schräder 1962 die Aktienmehrheit an Richard Schminke, den Eigentümer der Schminke-Werke in Bad Wildungen. Im März 1963 wurde von diesem schließlich die Produktion in Braunschweig eingestellt. Bis dahin waren hier 1,2 Millionen Fahrräder gebaut worden.
Das alte, mittlerweile restaurierte Firmengebäude im Mittelweg wird heute als Büro- und Geschäftshaus genutzt und beherbergt u. a. ein Restaurant und ein Hotel.
Einen Einblick in die Fertigungshalle bietet das Bild „Maschine – Menschen“ des Braunschweiger Malers Breitsprecher von 1947 im Gaußsaal des Altstadtrathauses. Dort sind seit Anfang 2023 auch Zweiräder der Pantherwerke in der Dauerausstellung „Mensch, Maschine!“ zur Industriegeschichte ausgestellt.

### Von Braunschweig nach Löhne
1962 wurde die Firma von Richard Schminke gekauft, der schon erfolgreich die Schminke GmbH (Fahrradhersteller) betrieb. Die Produktion in Braunschweig wurde geschlossen, der Firmenname Pantherwerke AG wurde beibehalten. Im Laufe der Zeit kaufte Schminke diverse Unternehmen auf, darunter die Görickewerke aus Bielefeld sowie die Rapier Fahrradwerke in Löhne. 1971 wurde der Firmensitz an den alten Rapier Standort in die ostwestfälische Stadt Löhne verlegt. 1975, im Alter von 17 Jahren, stieg Michael Schminke nach dem Tod seines Vaters Richard mit der Ausbildung zum Industriekaufmann in die Firma ein und übernahm 1979 die Betriebsleitung in Löhne. 1989 wurden alle Betriebsstätten in Löhne konzentriert.

### Weltweite Expansion
1993 erfolgte die Ausweitung in Mitteleuropa. In Tschechien wurde Oliba spool s.r.o. übernommen, in Mühlhausen/Thüringen die Dreipunkt Kinderfahrzeuge und in Litauen in der Industriestadt Šiauliai die UAB Baltik Vairas. Letztere produzierte 2003 rund 2000 Fahrräder täglich, damit war die Produktion von Löhne faktisch fast ausgelagert. 2008 wurde mit einer Fahrradfabrikation in Bangladesh ein Joint-Venture mit 33-prozentiger Beteiligung geschlossen. Seither firmierten die Pantherwerke AG zusammen mit der Masterbike SRO (Tschechien) und der UAB Baltik Vairas (Litauen) unter dem Dach der Unternehmensgruppe Panther International GmbH. 2010 wurden mit rund 800 Mitarbeitern in der Gruppe pro Jahr etwa 450.000 Fahrräder hergestellt. Der konsolidierte Umsatz der Gruppe lag im Jahr 2010 bei 76 Millionen Euro.
Die Firma produzierte u. a. die Fahrradmarken Panther, Göricke, Mammut und Bauer. Am Standort in Löhne wurden Pedelecs und Verleihfahrräder entwickelt und montiert. Für eine moderne Lackierungsanlage wurden im Jahr 2007 4,5 Millionen € investiert. Größere Kooperationen wurden unter anderem mit der DB Rent GmbH für die Verleihfahrradaktion Call & Bike vereinbart.
Im September 2012 wurde am Standort Löhne die letzte Produktion in Deutschland geschlossen. 2013 wurde das Tochterunternehmen UAB Baltik Vairas verkauft. Die nach dem Verkauf eintretende Lieferunzuverlässigkeit der litauischen Firma hatte zur Folge, dass die Pantherwerke AG in Löhne am 3. Februar 2014 Insolvenz anmelden musste.
Inhaber Michael Schminke hat jegliche Immobilien in Löhne aus der Insolvenzmasse erworben und führt die Unternehmensgruppe Panther International GmbH als Geschäftsführer seither weiter. In Löhne arbeitet das Team in den Bereichen Verwaltung, Lagerlogistik, Vertrieb, Produktentwicklung sowie Produktdesign.
Einen statischen Charakter hat das Unternehmen bis heute nicht, es ist seiner Flexibilität treu geblieben.
An den Produktionsstandorten in Tschechien und Rumänien werden heute E-Bikes und Fahrräder gebaut, welche die Namen „Panther“, „Jaguar“ und „Göricke“ tragen. Aus Gründen der Auslastung der Produktionen erzeugt das Unternehmen darüber hinaus Fahrzeuge für namhafte Kunden im Bereich Private Label.
Der Vertrieb ist über den europaweit etablierten Fachhandel und Großhandel organisiert.

## Automobilproduktion
Die Panther-Werke vorm. Oskar Vormbaum aus Magdeburg fertigten ab 1900 auch Automobile, die als Panther vermarktet wurden. Erstes Modell war ein Motordreirad mit einem einzelnen Vorderrad. Der Einbaumotor kam von De Dion-Bouton und war im Heck montiert. Später folgten vierrädrige Fahrzeuge. Für den Antrieb sorgten Vierzylindermotoren mit wahlweise 12 PS, 15 PS oder 20 PS. 1904 endete die Automobilproduktion.

## Bilder

Panther Motorfahrrad (Mofa) und Motorrad im Motorradmuseum Ibbenbüren
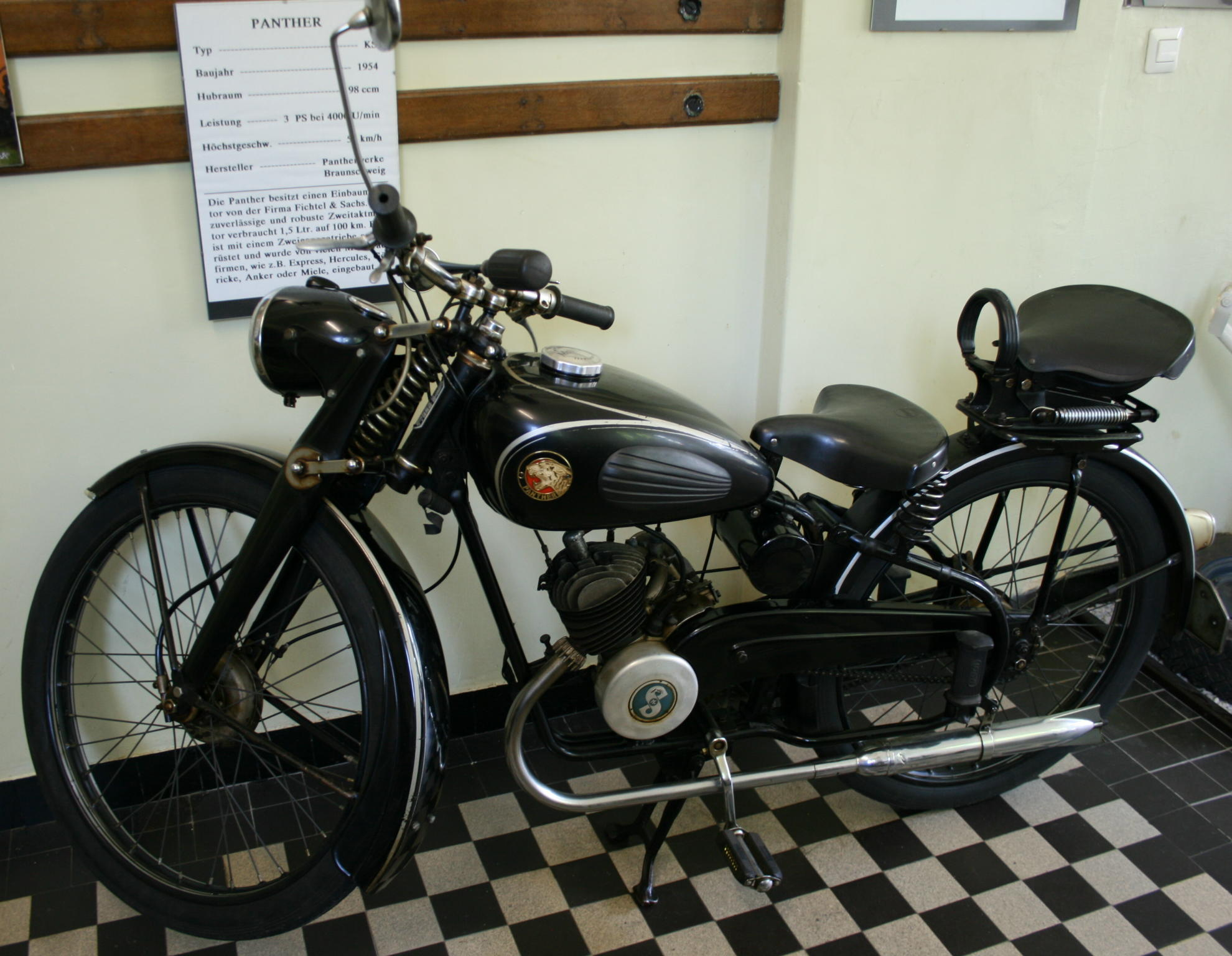
Motorfahrrad Panther TS 98, Baujahr 1954
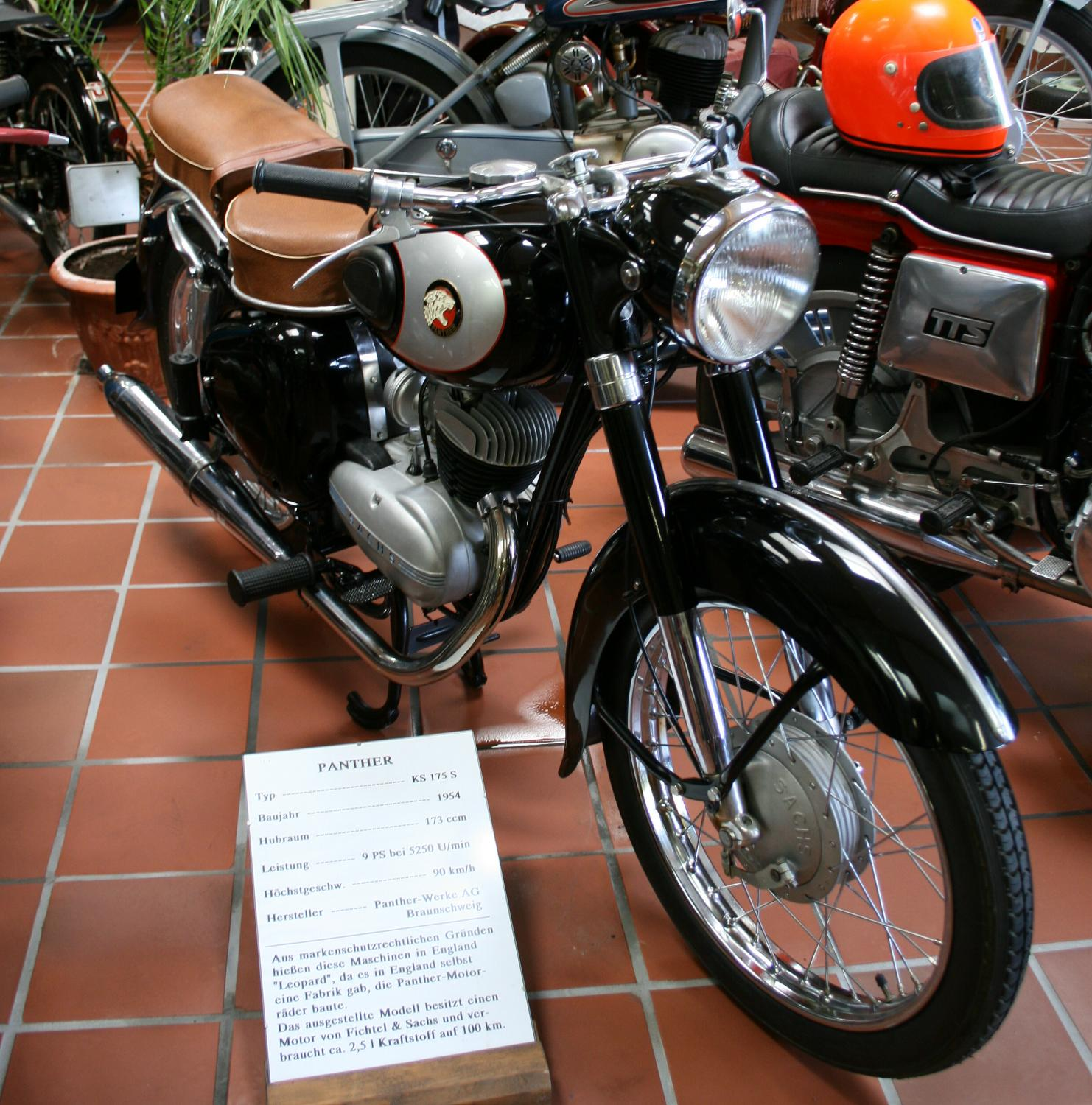
Motorrad Panther KS 175 S, Baujahr 1957
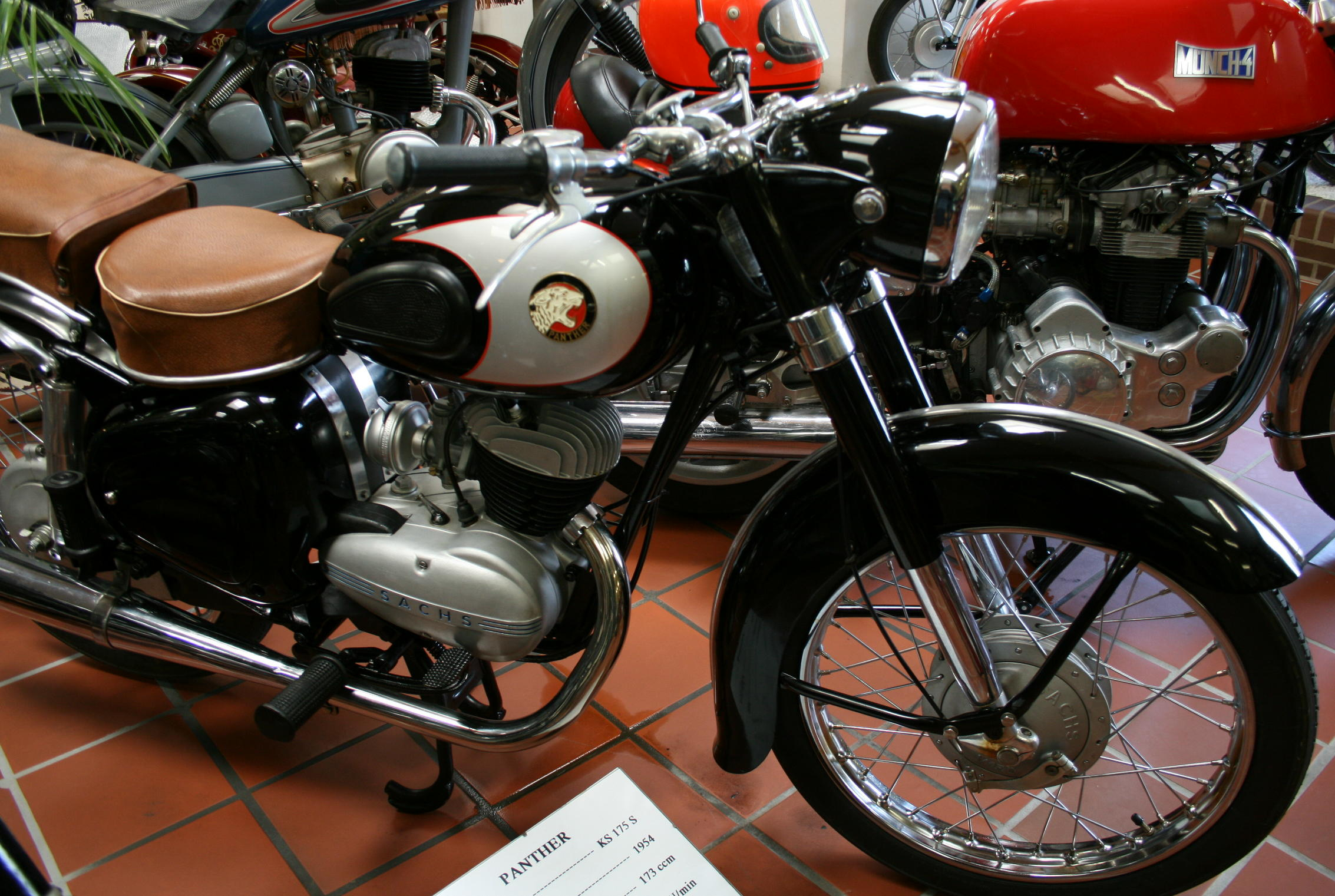
Motorrad Panther KS 175 S, Baujahr 1957
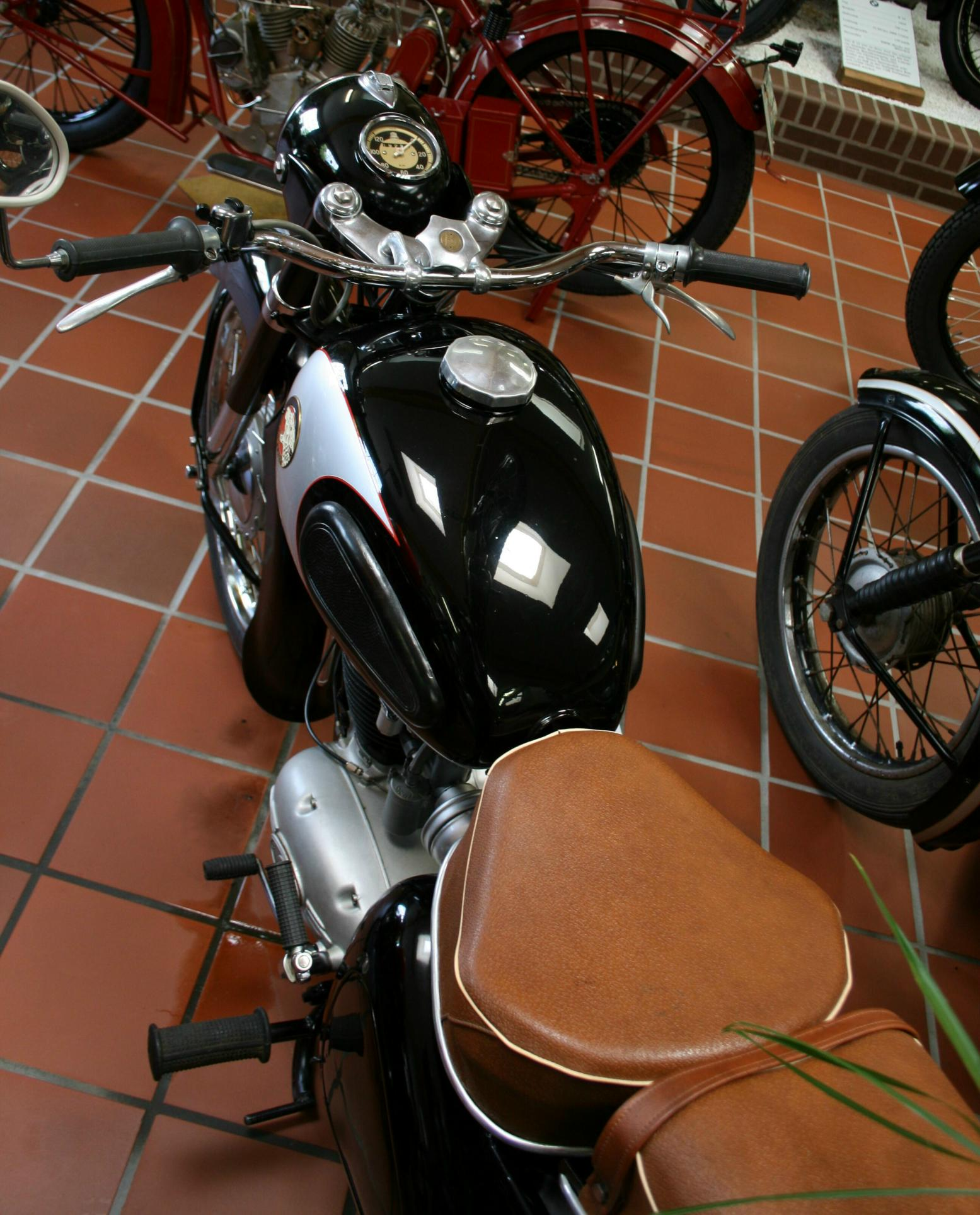
Motorrad Panther KS 175 S, Baujahr 1957